# ميك برينان
ميك برينان (بالإنجليزية: Mick Brennan)‏ هو لاعب قذف أيرلندي، ولد في 1950 في Moneenroe ‏ في جمهورية أيرلندا.